# Podboč
Podboč je naselje v Občini Poljčane.